# Ctenichneumon melanocastanus
Ctenichneumon melanocastanus är en stekelart som först beskrevs av Johann Ludwig Christian Gravenhorst 1820.  Ctenichneumon melanocastanus ingår i släktet Ctenichneumon och familjen brokparasitsteklar. Arten är reproducerande i Sverige. Utöver nominatformen finns också underarten C. m. borealis.